# Lichtenegg (Dolní Rakousy)
Lichtenegg je obec v okrese Vídeňské Nové Město v rakouské spolkové zemi Dolní Rakousko. V roce 2017 zde žilo 1 041 obyvatel.

## Geografie
Lichteneeg se nachází v oblasti zvané Bucklige Welt, na jihozápadě Dolních Rakous. Rozloha obce je 35,33 km². 49 procent této oblasti je zalesněno.

### Místní částí
| - Amlos - Feichten - Kaltenberg - Kühbach - Lichtenegg | - Maierhöfen - Pengersdorf - Pesendorf - Pregart - Purgstall | - Pürahöfen - Ransdorf - Schlagergraben - Spratzau - Tafern | - Thal - Tiefenbach - Wieden - Winkl - Wäschau |

## Historie
Ve starověku byla celá oblast částí provincie Panonie.

## Vývoj počtu obyvatel
| Rok            | 1971  | 1981  | 1991  | 2001  |
| -------------- | ----- | ----- | ----- | ----- |
| Počet obyvatel | 1 093 | 1 062 | 1 116 | 1 078 |